# Фізіологічна оптика
Фізіологічна оптика — розділ оптики, в якому вивчають процеси зору з об'єднаних позицій фізики, фізіології та психології.

## Суть фізіологічної оптики
Життя — це невпинний процес прийому, обробки та оцінки інформації з довкілля. Сприйняття зорової інформації відбувається за допомогою органу зору. Центром, який оброблює інформацію, що поступає від органів чуття, є головний мозок. Обидві півкулі головного мозку покриті тонким шаром сірої речовини, званої корою головного мозку. У сірій речовині міститься близько 10 млрд нервових клітин. Коли ці клітини отримують по нервових волокнах сенсорну інформацію, в мозку виникають суб'єктивні «образи» зовнішнього світу. Організм людини складається з безлічі клітин, і деякі з них спеціально призначені для отримання інформації з довкілля та передачі її в мозок. Відчуття, залежно від властивостей матерії, поділяються на кілька різновидів, з яких зорові відчуття мають важливу роль у спілкуванні людини з природою.
Сигнали, які сприймаються органами чуття ззовні, називають стимулами, а їх дію — подразненнями.
Сенсорні клітини отримують енергію від зовнішніх стимулів і потім перетворюють це подразнення на нервові сигнали, які передаються через нервові волокна в мозок. Нервові волокна та імпульси, які йдуть від сенсорних клітин у мозок, однакові для всіх чуттів і різняться між собою тим, що закінчуються в різних відділах кори головного мозку. Активність волокон, що несуть сигнали в зорову область потиличної частини мозку, спричиняє відчуття світла. Активність волокон, що проводять аналогічні сигнали, наприклад, в слухову область, спричиняє сприйняття звуку.

## Завдання
До завдань фізіологічної оптики входять дослідження оптичної системи ока, будови та роботи сітківки, провідних нервових шляхів, механізмів руху очей, вивчення функцій зору, як світловідчуття, кольоровідчуття, сприйняття оком руху і простору (стереоскопічний зір) і вивчення функцій зорового апарату: інерції зору, виникнення післязображень, фосфенів, сприйняття обертового поля поляризованого світла тощо.

## Результати досліджень фізіологічної оптики
- Результати досліджень фізіологічної оптики використовуються в медицині і техніці для діагностики та лікування органів зору, для розробки окулярів, зорових приладів, освітлювальних пристроїв, нових систем стереоскопії, кіно і телебачення тощо.